# Augiasz

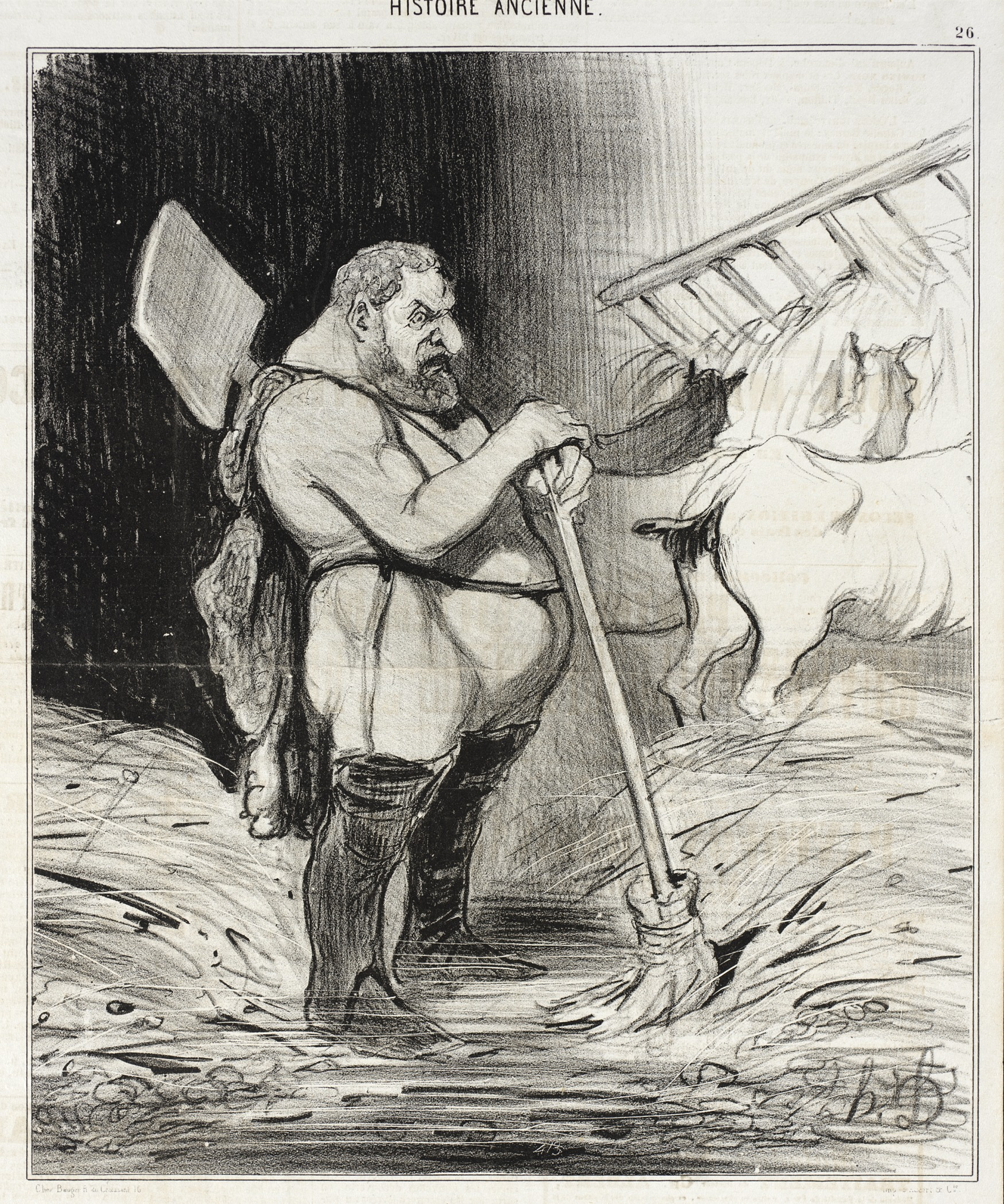
Satyryczne przedstawienie Heraklesa w stajniach Augiasza przez Honoré Daumiera (litografia, 1842)

Augiasz (gr. Αὐγείας Augeías, łac. Augeas, co znaczy "jasny") – w mitologii greckiej król Elidy na Peloponezie, jeden z Argonautów.
Jego pochodzenie jest podawane odmiennie, w zależności od źródeł. Niektóre podają, że był synem Heliosa i Nausidame, inne uznają go za syna Posejdona.
Dzięki szczególnej przychylności bogów posiadał niezliczone trzody i stada koni. Z jego stajni  i zagród od trzydziestu lat nie usuwano jednak zanieczyszczeń, również na pastwiskach zalegała gruba warstwa zwierzęcych odchodów.
Zadanie ich oczyszczenia w ciągu jednego dnia stanowiło piątą z 12 prac, które Herakles zmuszony był wykonać dla króla Eurysteusza, zleconych umyślnie dla upokorzenia herosa. Heraklesowi udało się jednak dokonać tego w ciągu jednego dnia. W tym celu wyburzył mur stajni w dwóch miejscach i skierował wody rzeki Alfios i Penejos, tak aby popłynęły przez stajnie i pastwiska. W ten sposób teren został oczyszczony przed zapadnięciem zmroku.
Wprawdzie Augiasz za wykonanie tej pracy obiecał Heraklesowi dziesiątą część swych stad, lecz później nie dotrzymał słowa. Kiedy po stronie herosa stanął syn króla, Fyleus, obaj zostali wypędzeni. Bohater w odwecie wywołał wojnę, w której zabił wiarołomnego króla z jego potomstwem, a Fyleusa osadził na tronie.
Według jednej z pieśni Pindara Herakles miał wówczas zapoczątkować tradycję igrzysk olimpijskich:

… najwyższe igrzyska, które ustanowił Herakles przy starym grobie Pelopsa, gdy zabił Kteatosa bez skazy, potomka Posejdona. Zabił też Eurytosa, by wydrzeć Augiaszowi straszną zapłatę za służbę… – Oda olimpijska X.

Potocznie używane wyrażenie „stajnia Augiasza” oznacza w przenośni rzecz lub sprawę zaniedbaną, zapuszczoną, możliwą do uporządkowania tylko najwyższym wysiłkiem.